# Francisco Blavia
Francisco Eduardo Blavia Gómez (Barquisimeto, Venezuela; 5 de marzo de 1972) es un licenciado en comunicación social, comentarista deportivo y esposo de la animadora venezolana Camila Canabal. Ha trabajado para Promar TV, RCTV y en el programa deportivo Fútbol Total del canal internacional DirecTV Sport

## Sus primeros años
Francisco Blavia nació en la ciudad de Barquisimeto el 5 de marzo de 1972, es hijo de la periodista Milagros Gómez de Blavia y del doctor Francisco Blavia. sus inicios en el mundo deportivo comenzó cuando el amigo de su mama, el comentarista deportivo de los Cardenales de Lara, Fernando Gúedez, comienza a llevarlo a la caseta de transmisión del estadio Antonio Herrera Gutiérrez, para que viera en vivo como jugaban en los partidos de beisbol en el estadio.
Se graduó de comunicación social en la Universidad Católica Cecilio Acosta.
Será precisamente Fernando Guédez quien lo acompañará en su primer programa televisivo: La Pelota es Redonda, transmitido por el canal regional Promar TV en 1991, que en aquel entonces era una productora independiente llamada Mariano & CO. Blavia también participó en el programa deportivo Play Ball y como columnista del diario El Informador. Asimismo, estuvo una temporada como asesor editorial de Últimas Noticias.
Francisco se casaría con la animadora venezolana Camila Canabal el 12 de febrero de 1999, quienes procrearía a dos hijas llamadas: Joaquina Blavia y Guillermina Blavia.
En diciembre de 2009, Blavia decide mudarse con su familia para los Estados Unidos por causas del cierre de RCTV en mayo de 2007. Allí, consigue un trabajo en el canal internacional DirecTV Sport  como corresponsal del programa deportivo Fútbol Total.